# Guanylate disodique
Le guanylate disodique (E627), ou disodium 5'-guanylate, est un sel sodique de la guanosine monophosphate (GMP). C'est un additif alimentaire utilisé comme exhausteur de goût, pour apporter le goût umami aux préparations alimentaires. 
Le guanylate disodique est souvent présent en mélange dans le 5'-ribonucléotide disodique (E635) avec l'inosinate disodique (E631). Il est utilisé en synergie avec l'acide glutamique ou le glutamate monosodique (MSG).
Le guanylate disodique est vendu sous forme hydratée (7 molécules d'eau).
Le guanylate disodique est produit à partir de poissons ou d'algues séchées et largement utilisé dans les denrées alimentaires. Il est Fema GRAS (nombre FEMA 3668) et rentre dans la composition des arômes et préparations alimentaires.